# Severna vojna (1655–1660)
Severna vojna 1655–1660, znana tudi kot druga severna vojna, prva severna vojna ali mala severna vojna je bila vojna med Švedsko in njenimi nasprotniki: poljsko-litovsko Republiko obeh narodov (1655–1560), Ruskim carstvom (1656–1658), Brandenburgom-Prusijo (1657–1660), Habsburško monarhijo (1657–1660) in Dansko-Norveško (1657–1658 in 1658–1660). Republika Nizozemska ni bila priznana del poljsko-danske zveze, vendar je vodila neformalno trgovinsko vojno proti Švedski in leta 1655 zasegla njeno kolonijo Novo Švedsko. 
Leta 1655 je Karel X. Gustav Švedski napadel in zasedel zahodno Poljsko-Litvo, katere vzhodno polovico je že prej zasedala Rusija. Hitro švedsko napredovanje je na Poljskem postalo znano kot švedski potop. Velika litovska kneževina je postala švedski protektorat. Njena redna vojska se je predala, poljski kralj Ivan II. Kazimir Vasa pa je pobegnil k Habsburžanom. Brandenburški volilni knez in pruski vojvoda Friderik Viljem  je sprva podpiral stanove v Kraljevi Prusiji, potem pa se je v zameno za prejem Prusije kot švedskega fevda povezal s Švedsko. Ivan  II. Poljski je leta 1656 izkoristil prizadeta verska čustva rimskokatoliškega prebivalstva pod protestantsko okupacijo in združil poljsko-litovske vojaške voditelje v Tišovsko konfederacijo, s čimer je uspel ponovno osvojiti poljsko ozemlje. Rusija je izkoristila švedski poraz, napovedala vojno Švedski in prodrla v Litvo in Švedsko Livonijo. 
Karel X. Gustav je nato Frideriku Viljemu v zameno za vojaško pomoč podelil polno suverenost v vojvodini Prusiji in se z Radnoškim sporazumom povezal s transilvanskim knezom Jurijem II. Rákóczijem, ki je z jugovzhoda napadel Poljsko-Litvo. Ivan II. Poljski je našel zaveznika v Leopoldu I. Habsburškem, čigar vojske so z jugozahoda vstopile na Poljsko.  Pohod Habsburžanov in zaposlenost Švedov na drugih bojiščih je sprožil invazijo danskega kralja Friderika III. na švedsko celino v začetku leta 1657, s čimer je nameraval poravnati stare račune iz torstensonske vojne (1643-1645). Ko je poljski kralj z Velavskim in Bidgoškim sporazumom podelil brandenburškemu vojvodi Frideriku Viljemu I. polno suverenost v Prusiji, je Brandenburg izstopil iz zavezništva s Švedsko. 
Vojna Friderika III. proti Švedski je Karlu X. Gustavu dala razlog, da je opustil zastalo poljsko-litovski kampanjo in se namesto tega obrnil proti Danski. Pozimi 1657/58 je s svojo vojsko prečkal nevarne zaledenele morske ožine in na danskih otokih presenetil nepripravljenega Friderika III. in ga prisilil k predaji. Z Roskildskim sporazumom je morala Danska prepustiti Švedski vse svoje province na ozemlju današnje južne Švedske. Švedski nasprotni zavezniki so medtem nevtralizirali transilvansko vojsko, poljske sile pa so opustošile švedsko Pomorjansko. 
Leta 1658 se je Karel X. Gustav odločil, da namesto vrnitve v preostale švedske trdnjave na Poljskem in v Litvi raje ponovno napade Dansko. Danska je tokrat napad odbila, njeni zavezniki pa so Karla X. Gustava zasledovali vse do Jutlandije in švedskega Pomorjanskega. Švedska je skozi vse leto 1659 uspešno branila svoje trdnjave na Danskem in južni obali Baltika. Danski zavezniki so pridobili bore malo in so se bili pripravljeni pogajati o miru. Ko je Karel X. Gustav februarja 1660 umrl, je njegov naslednik Karel XI. aprila 1660 z Republiko obeh narodov, Habsburžani in Brandenburgom  sklenil Olivski sporazum in maja 1660 z Dansko Københavnski mir. Švedska naj bi obdržala večino svojih pridobitev iz Roskildeja, Prusija je postala suverena država, sicer pa so se meje večinoma vrnile v stanje, kakršno je bilo pred vojno. Švedska je že leta 1658 sklenila premirje z Rusijo, ki je leta 1661 s Kardiškim sporazumom privedlo do dokončne poravnave. 

## Terminologija
V nemškem, ruskem in skandinavskem zgodovinopisju se konflikt tradicionalno omenja kot prva severna vojna. Naziv "druga severna vojna" (poljsko Druga Wojna Północna), ki so ga skovali poljski zgodovinarji, v zadnjem času vse bolj prevzemata tako nemško kot angleško zgodovinopisje.
Drug dvoumen izraz, ki se nanaša na drugo severno vojno, je "mala severna vojna", ki se lahko nanaša tudi na vojno med letoma 1741 in 1743.  
Na Poljskem je dvoumen izraz "potop", saj se včasih uporablja za širši niz vojn proti Švedski, Brandenburgu, Rusiji, Transilvaniji in kozakom. 

## Ozadje
Leta 1648 je Vestfalski mir končal tridesetletno vojno, v kateri je Švedsko cesarstvo postalo pomembna evropska sila. V torstensonski vojni, prizorišču tridesetletne vojne, je Švedska premagala nekdanjo baltsko velesilo Dansko-Norveško. Švedska je bila v miru z Rusijo že od leta 1617, ko se je s Stolbovskim sporazumom končala ingrijska vojna. Švedska je bila v vojnem stanju s poljsko-litovsko Republiko obeh narodov vse od poljsko-švedske vojne (1626–1629), ki se je zaključila z večkrat obnovljenim premirjem (Altmark, Stuhmsdorf).Leta 1651 je bil v Lübecku organiziran neuspešen kongres, ki naj bi posredoval v mirovnih pogajanjih med Švedsko in Poljsko-Litvo. 
Republika obeh narodov, od leta 1648 pod kraljem Ivanom II., je doživljala krizo, ki je bila posledica tako kozaškega upora Bogdana Hmelnickega na jugovzhodu kot paralizirane uprave zaradi notranjih sporov plemstva, vključno s spori med kraljem in litovskim hetmanom Januszom Radziwiłłom, ter spori med nesoglasnimi člani parlamenta, ki so od leta 1652 z liberum veto lahko ovirali ambicije drugega. Posledično Republika obeh narodov ni imela zadostne obrambe.
Januarja 1654 je bila sklenjena protipoljska zveza med uporniškim kozaškim hetmanom Bogdanom Hmelnickim in ruskim carjem Aleksejem, ki je imel dobro opremljeno in modernizirano vojsko.  Ko je Karel X. Gustav leta 1654 na švedskem prestolu nasledil svojo sestrično Kristino, je ruska vojska vdrla na nebranjeno poljsko-litovsko ozemlje. Napad se je nevarno približal švedski interesni sferi na baltski obali. Švedska se je zaradi velikih ruskih uspehov odločila intervenirati in to med drugim razlagala s tem, da namerava zaščititi protestantsko prebivalstvo na Poljskem. Švedska je imela tesne stike s transilvanskim knezom Jurijem II. Rákóczijem in nameravala premagati katoliško Poljsko. Na svojo stran je pritegnila tudi vzhajajoči Kozaški hetmanat, ki je bil v ostrem sporu s poljsko vlado in obljubil vojaško podporo, če bi se Kozaki lahko odcepili od Rusov. Bogdan Hmelnicki je v Galicijo poslal svojo vojsko pod poveljstvom kijevskega polkovnika, ki se je zaradi upora v svojih vrstah kmalu vrnila. Hmelnicki se zaradi slabega zdravstvenega stanja odprave ni udeležil. 
Švedska s cesarsko vojsko, ki naj bi se vzdrževala z dohodki okupiranega ozemlja, se je zavedala, da bi neposreden napad na njenega glavnega nasprotnika, Rusijo, lahko privedel do dansko-poljsko-ruskega zavezništva. Švedsko zavezništvo s Poljsko-Litvo je onemogočila  zavrnitev zahteve Ivana II. Poljskega po švedski kroni, pa tudi poljsko-litovsko plemstvo, ki ni bilo pripravljeno dati ozemeljske in politična koncesije Švedski, ki bi jih zavezništvo s Švedsko sčasoma povzročilo. Pogajanja v Lübecku februarja 1655 so se končala brez rezultata in Švedska se je odločila za preventivni napad na poljsko-litovsko državo, da bi pred Rusi zasedla njeno še neokupirano ozemlje.

## Švedski pohodi v poljsko-litovski Republiki obeh narodov
Švedski vojski sta vstopili v Poljsko-Litvo iz švedskega Pomorjanskega na zahodu in Livonije na severu. Zahodna divizija pod poveljstvom Arvida Wittenberga, sestavljena iz 13.650 mož in 72 topniških orožij, je vstopila na Poljsko 21. julija 1655. Avgusta ji je sledila vojska od 12.700 do 15.000  mož pod poveljstvom Karla X. Gustava. Severna divizija pod poveljstvom Magnusa De la Gardieja je štela 7.200 mož in že 12. julija zavzela Daugavpils.
Na zahodni fronti se je Wittenbergu zoperstavila poljska vojska 13.000 mož in dodatnih 1400 kmečkih pešakov. Zavedajoč se vojaške premoči dobro izurjene švedske vojske, so se velikopoljski plemiči po bitki pri Ujścieju 25. julija v Ujścieju predali Wittenbergu in nato prisegli zvestobo švedskemu kralju. Wittenberg je  v Poznanju (Posen) ustanovil garnizijo.
Na severni fronti je knez Janusz Radziwiłł 17. avgusta 1655 s Švedi sklenil Kejdanski sporazum, s katerim je Veliko litovsko kneževino postavil pod švedsko zaščito. Četudi se je Radziwiłł med sporom s poljskim kraljem že prej pogajal s Švedi, je bila v Kejdanski sporazum vključena klavzula, da se Litvancem in Poljakom ni treba bojevati med seboj. Del litovske vojske je sporazumu nasprotoval in v Wierzbołówu ustanovil konfederacijo, ki jo je vodil magnat in poljsko-litovski hetman Paweł Jan Sapieha.
24. avgusta se je Karel X. Gustav pridružil Wittenbergovim silam. Poljski kralj Ivan II. Kazimir je istega meseca zapustil Varšavo, da bi se na zahodu soočil s švedsko vojsko, a se je po nekaj spopadih s švedsko predhodnico umaknil proti jugu v Krakov. 8. septembra je Karel X. Gustav zasedel Varšavo in se nato obrnil proti jugu, da bi se soočil z umikajočim se poljskim kraljem. Kralja sta se spopadla v bitki pri Żarnówu 16. septembra, v kateri je zmagala Švedska. Zmagala je tudi v naslednji bitki pri Wojniczu 3. oktobra 1655. Ivan II. se je umaknil v Šlezijo, Krakov pa se je 19. oktobra predal Karlu X. Gustavu.
20. oktobra je bil v Kejdanu na severu ratificiran še en sporazum, s katerim je Kejdanska unija združila Litvo s Švedsko. Radziwiłł je priznal Karla X. Gustava za velikega litovskega kneza. V naslednjih dneh se je večina poljske vojske predala Švedski: 26. oktobra se je v bližini Krakova predal Koniecpolski s 5385 možmi, 28. oktobra sta se predala poljski kronski hetman Stanisław Lanckoroński in veliki kronski hetman Stanisław "Rewera" Potocki z 10.000 možmi, 31. oktobra pa se je po bitki pri Novem Dvoru predala še mazovska vojska.

## Okupacija Poljske in Litve ter intervencija Brandenburga
Medtem so ruske in kozaške sile zasedle vzhodni del Republike obeh narodov vse do Lublina. Pod poljsko-litovsko oblastjo je ostal le Lvov (Lviv, Lemberg). Konec oktobra se je Karel X. Gustav odpravil proti severu in v Krakovu pustil Wittenberga s 3000 švedskimi in 2000 poljskimi vojaki. Nekaj vojakov je bilo razpršenih tudi po garnizijah, da bi nadzirali južni del okupiranega ozemlja.
Na severu so plemiči iz Kraljeve Prusije 12. novembra z Rinškim sporazumom sklenili obrambno zavezništvo z volilno kneževino Brandenburg, ki je brandenburškim garnizijam dovolila namestitev v Prusiji. Gdansk, Torunj in Elblag v sklepanju sporazuma niso sodelovali. Torunj in Elblag sta se kasneje predala Švedom. V Königsberškem sporazumu, sklenjenem 17. januarja 1656, je brandenburški volilni knez in pruski vojvoda Friderik Viljem od Karla X. Gustava prevzel vojvodino Prusijo, prej poljski fevd. Brandenburške garnizije v Kraljevi Prusiji so se od tam umaknile. Ko se je marca predal Marienburg (Malbork), je Gdansk ostal edino mesto, ki ni bilo pod švedsko oblastjo.
Hitra švedska invazija in okupacija poljsko-litovskih ozemelj je na Poljskem postala znana kot "(švedski) potop".

## Poljsko-litovsko okrevanje
"Potop" in verske razlike med pretežno protestantskimi Švedi in pretežno katoliškimi Poljaki so povzročile več zlorab in umorov katoliških duhovnikov in menihov ter plenjenj katoliških cerkva in samostanov, kar je na okupiranem ozemlju sprožilo nekaj partizanskih gibanj. Oktobra 1655 je gverilska enota napadla majhno švedsko garnizijo v Koscianu in ubila Friderika Hessenskega, svaka švedskega kralja. Pavlinski samostan Jasna gora v Čenstohovi se je uspešno upiral švedskemu obleganju od novembra 1655 do januarja 1656. 20. novembra je bil v Opoleju (Oppeln) izdan manifest, ki je pozival k javnemu uporu in vrnitvi Ivana II. Kazimirja, decembra pa je kmečka vojska zavzela Nowy Sącz. 29. decembra je bila s sodelovanjem Lanckorońskega in Potockega ustanovljena partizanska Tišovska konfederacija in 1. januarja 1656 se je Ivan II. Kazimir vrnil iz izgnanstva. Kasneje januarja se mu je pridružil Stefan Czarniecki in do februarja je večina poljskih vojakov, ki so bili v švedski službi od oktobra 1655, prestopila na stran konfederacije.
Karel X. Gustav se je odzval in z 11.000 konjeniki zasledoval  Czarnieckijevo vojsko 2.400 mož in jo februarja 1656 v bitki pri Gołąbu premagal. Karel X. Gustav je nato nameraval zavzeti Lvov, vendar je bil njegov pohod ustavljen v bitki pri Zamośću, kjer sta ga skoraj obkolili naraščajoči poljsko-litovski vojski pod Sapieho in Czarnieckim. 5. in 6. aprila se je komaj prebil skozi Sapiehove linije in med bitko pri Sandomierzu izgubil vse svoje topništvo in tren. Švedsko pomožno vojsko pod poveljstvom Friderika Baden-Durlaškega je Czarniecki 7. aprila uničil v bitki pri Warki. Istega meseca je Ivan II. Kazimir z Lvovsko prisego razglasil Devico Marijo za poljsko kraljico in obljubil, da bo odpravil bremena, ki so jih nosili kmetje, če bo ponovno prišel na oblast.

## Brandenburško-švedsko zavezništvo in ruska vojna s Švedsko
25. junija 1656 je Karel X. Gustav podpisal zavezništvo z Brandenburgom. Marienburški sporazum je Frideriku Viljemu v zameno za vojaško pomoč Švedski podelil Velikopoljsko. Brandenburški volilni knez v Velikopoljski ni imel vazalske  podrejenosti Švedski, v Pruskem vojvodstu pa je bil švedski vazal. Brandenburške garnizije so nato v Velikopoljski nadomestile švedske, ki so odšle okrepit glavnino vojske Karla X. Gustava. 29.junija je Ivan II. Kazimir kljub temu zavzel Varšavo. Njegova vojska je zdaj štela 28.500 rednih vojakov in od 18.000 do 20.000 mož, ki jih je prispevalo plemstvo. Brandenburg se je nato aktivno vključil v vojno na švedski strani, kar je spodbudilo Ivana II. Kazimirja, da je izjavil, da so njegovi Tatari Švede že pojedli, zdaj pa bodo še ujeli Friderika Viljema in ga vrgli v ječo, kjer ne bosta sijala ne sonce ne luna.
Aleksej Ruski je že maja 1656 napovedal vojno Švedski, pri čemer je izkoristil Karlovo zaposlenost na Poljskem, medtem ko je Livonijo, Estonijo in Ingrijo varovala le livonska vojska z 2200 pešaki in 400 dragonci, 7000 možmi Magnusa de la Gardieja v Prusiji in 6933 možmi, razpršenimi po garnizijah vzdolž vzhodne baltske obale. Aleksej je julija s 35.000 možmi napadel Livonijo in zavzel Daugavpils.
Konec julija je Gdansk okrepila nizozemska garnizija, združena danska in nizozemska flota pa je prebila pomorsko blokado Gdanska, ki jo je ukazal Karel X. Gustav. Med 28. in 30. julijem je združena brandenburško-švedska vojska v bitki pri Varšavi premagala poljsko-litovsko vojsko in prisilila Ivana II. Kazimirja k umiku v Lublin. Avgusta je Aleksejeva vojska zavzela livonski Kokenhausen (Koknese), oblegala Rigo in Dorpat (Tartu) ter napadla Estonijo, Ingrijo in Priozersk.
4. oktobra je Ivan II. Kazimir napadel Lečico v Velikopoljski in se nato odpravil proti Kraljevi Prusiji, 8. oktobra pa je Vincent Korwin Gosiewski z 12.000 do 13.000 litovskimi in krimskotatarskimi konjeniki v bitki pri Prostkenu v Kraljevi Prusiji preplavil brandenburško-švedsko vojsko. Gosiewski je nato opustošil Prusijo in požgal 13 mest in 250 vasi, kar je zaradi visokega števila smrtnih žrtev in velikega števila ujetnikov, deportiranih na Krim, postalo del ljudskega izročila.
22. oktobra je bil Gosiewski v bitki pri Filipovu poražen od švedskih sil in se je obrnil proti Litvi. Istega dne se je oblegani Dorpat predal Alekseju, rusko obleganje švedske Rige pa je bilo prekinjeno. Ivan II. Kazimir je medtem zavzel Bromberg (Bydgoszcz) in Konitz v Kraljevi Prusiji. Od 15. novembra 1656 do februarja 1657 se je zadrževal v Gdansku, kjer je bilo treba zaradi nizozemske intervencije prekiniti švedsko obleganje. Sedež Karla X. Gustava je bil takrat v Elblingu, oddaljenem le 55 kilometrov od Gdanska.

## Švedsko-brandenburško-transilvansko-romunsko zavezništvo in premirja z Rusijo
V Labiavskem sporazumu, sklenjenem 20. novembra 1656  je Karel X. Gustav podelil Frideriku Viljemu Brandenburškemu polno suverenost v vojvodini Prusiji v zameno za aktivnejšo udeležbo v vojni. V Radnoškem sporazumu, sklenjenem 6. decembra 1656,  je Karel X. Gustav obljubil, da bo sprejel Jurija II. Rákóczija Transilvanskega za poljskega kralja in velikega vojvodo Litve v zameno za njegov vstop v vojno. Rákóczi je v vojno vstopil januarja 1657, ko je vdrl na Poljsko z vojsko 25.000 transilvansko-vlaško-moldavskih mož in 20.000 kozakov, ki so okrepili Krakov, in se nato srečal s Karlom X. Gustavom, ki je vodil švedsko-brandenburško vojsko proti jugu. Naslednji mesec so se švedsko-brandenburško-transilvansko-romunsko-kozaške sile igrale mačke in miši s poljsko-litovskimi silami in se premikale po celotnem ozemlju brez večjih spopadov, razen zavzetja Bresta s strani Karla X. Gustava maja in Varšave s strani Rákóczija in Gustava Otta Stenbocka 17. junija 1657.
Zaradi notranjih sporov med Kozaki Kozaški hetmanat v tej vojni praktično ni sodeloval. Aleksej Ruski, izčrpan od prejšnjih pohodov, je zaprosil za prekinitev vojne z Republiko obeh narodov in z njo podpisal Vilensko premirje. Leta 1657 se ni s Švedsko spopadel v nobeni pomembni bitki, a je hkrati krepil svojo vojsko v Livoniji. 18. junija je švedska vojska v bitki pri Walku premagala rusko vojsko 8.000 mož pod poveljstvom Matveja V. Šeremetjeva, mesec kasneje pa so švedsko vojsko v bitki pri Gdovu premagali Rusi. Po tej bitki so se dogajali samo manjši spopadi. V začetku leta 1658 sta se Švedska in Rusija dogovorili za  premirje, ki je privedlo do Valiesarskega premirja, sklenjenega leta 1658, in Kardiškega premirja, sklenjenega leta 1661. Ruska vojna s Poljsko in Litvo se je leta 1658 nadaljevala.

## Avstrijsko-brandenburško-poljsko zavezništvo in danske kampanje na Švedskem
Tako kot Švedska je tudi Ivan II. Kazimir iskal zaveznike, da bi prekinil vojno. 1. decembra 1656 je na Dunaju podpisal zavezništvo s Ferdinandom III. Habsburškim, ki je v bistvu pomenilo izjavo o Ferdinandovi nameri, da bo posredoval pri sklepanju miru in ne nudil vojaške pomoči. Zavezništvo ob Ferdinandovi smrti 2. aprila 1657 še ni začelo delovati. Ferdinandov naslednik Leopold I. Habsburški je 27. maja zavezništvo obnovil in spremenil in se strinjal, da bo Ivanu II. Kazimirju zagotovil 12.000 vojakov, ki jih bo vzdrževala  poljska krona. V zameno je Leopold dobil v zastavo Krakov in Poznanj. Ko je izvedel za dogovor, je danski kralj Friderik III. takoj napovedal vojno Švedski. Avstrijska vojska je do junija vstopila v Poljsko-litovsko državo z juga in z zasedbo Krakova takoj stabilizirala razmere na jugu Poljske. Danska je medtem napadla švedski Bremen-Verden in se julija obrnila proti Jämtlandu in Västergötlandu.
Ko je Karel X. Gustav zapustil Republiko obeh narodov in se odpravil proti zahodu v napad na Dansko, je švedsko-brandenburško-transilvansko zavezništvo razpadlo. Rákóczi iz Transilvanije se brez švedske podpore ni mogel upreti združenim avstrijskim in poljsko-litovskim silam. Med umikom v Ukrajino je bil med zasledovanjem obkoljen in prisiljen kapitulirati. Preostanek transilvanske vojske so premagali Tatari.
Brandenburg je v zameno za poljski umik zahtev po Pruski vojvodini zamenjal strani in s sporazumoma v Velavu 19. septembra in Bidgošču 6. novembra razglasil Friderika Viljema za edinega suverena v Pruski vojvodini. Omenjena sporazuma sta Brandenburgu zagotovila deželi Lauenburg in Bütow na meji Brandenburga s Pomorjanskim, medtem ko je bila škofija Ermeland vrnjena Poljski.

## Danska–Norveška in Pomorjansko
Napad danskega kralja Friderika III. junija 1657, katerega cilj je bil povrniti ozemlja, izgubljena leta 1645, je Karlu X. Gustavu ponudil priložnost, da zapusti nesrečna poljsko-litovska bojišča. Z 9950 konjeniki in 2800 pešci je odšel skozi Pomorjansko in Mecklenburg v Holstein, kjer so se švedske sile razdelile. Karl Gustaf Wrangel se je odpravil proti zahodu, da bi očistil Bremen-Verden, Karel X. Gustav pa proti severu, da bi očistil Jutlandijo. Ko so bili cilji doseženi, se je Karel X. Gustav septembra premaknil v švedsko pristanišče Wismar in ukazal svoji mornarici, da se vplete v bitko pri Mønu, ki se ni končala s prepričljivo zmago.
Medtem so poljske sile pod vodstvom generala Stefana Czarnieckega opustošile južno švedsko Pomorjansko ter uničile in oropale Pasewalk, Gartz (Oder) in Penkun. Habsburški in brandenburški zavezniki so se obotavljali pridružiti Czarnieckemu in so se proti želji Ivana II. Kazimirja odločili, da vojne ne bodo prenesli na Sveto rimsko cesarstvo, saj so se bali začetka nove tridesetletne vojne.
Ostra zima 1657/1658 je dansko-norveško floto prisilila, da je ostala v pristanišču, preliva Veliki in Mali Belt, ki sta ločevala danske otoke od celine, pa sta bila zamrznjena. Po vstopu v Jutlandijo z juga se je švedska vojska s 7000 veterani podala na pohod čez oba Belta. 9. februarja 1658 je prečkala Mali Belt in v nekaj dneh zavzeli otok Fyn, kmalu zatem pa še Langeland, Lolland in Falster. 25. februarja je nadaljevala pot čez Veliki Belt do Zelandije, kjer se nahaja danska prestolnica København. Čeprav je preliva prečkalo le 5000 mož, je bil švedski napad popolnoma nepričakovan in uspešen. Friderik III. je bil prisiljen k predaji in je 26. februarja 1658 podpisal neugoden Roskildski sporazum.
Švedska je dosegla svojo najprestižnejšo zmago, Danska pa je utrpela svoj največji poraz. Danska je bila prisiljena odstopiti Švedski province Scania, Halland, Blekinge in otok Bornholm. Halland je bil že od podpisa Brömsebrskega sporazuma leta 1645 pod švedsko oblastjo, vendar je zdaj dokončno postal švedsko ozemlje. Danska je morala Švedski predati tudi norveško provinco Trøndelag. 
Hkrati se je švedsko ozemlje na Poljskem zmanjšalo na nekaj mest v Kraljevi Prusiji, predvsem na Elbing, Marienburg in Thorn. Ker je bila Transilvanija izločena iz dogajanj in je Brandenburg prebegnil na poljsko stran, položaj Karla X. Gustava v regiji ni bil dovolj močan, da bi uveljavil svoj zastavljeni cilj - trajno pridobitev Kraljeve Prusije. Vojaški pritisk se je še povečal, ko je avstrijsko-poljska vojska julija 1658 oblegala Thorn, diplomatski pritisk pa, ko je Francija zahtevala, naj se ustavi. Francija ni bila pripravljena vojaško posredovati, Švedska pa si ni mogla privoščiti kršitve Vestfalskega miru z napadom na habsburške in brandenburške posesti v Svetem rimskem cesarstvu, kar bi verjetno veliko Nemcev prisililo v protišvedsko zavezništvo. Karel X. Gustav se je zato odločil, da bo namesto tega ponovno napadel Dansko.
Ker so Danci zavlačevali z izpolnjevanjem nekaterih določb Roskildskega sporazuma z odlogom plačil in nepreprečevanjem dostopa tujih flot do Baltskega morja, in ko je polovica od 2000 danskih vojakov, ki jih je Roskildski sporazum prisilil k vstopu v švedsko službo, dezertirala, se je švedski kralj 16. avgusta v Kielu vkrcal z 10.000 možmi. Medtem ko so vsi pričakovali, da se bo odpravil proti Kraljevi Prusiji, se je 17. avgusta izkrcal na Zelandiji in se odpravil proti Københavnu, ki ga je branilo 10.650 Dancev in 2000 Nizozemcev. Tokrat se mesto ni predalo in sledilo je dolgo obleganje. Ko so švedske sile septembra zavzele Kronborg, so nadzirale obe strani Øresunda. Nizozemsko ladjevje je ljub temu novembra 1659 v bitki pri Øresundu prebila švedsko pomorsko blokado Københavna. 
Medtem je protišvedska koalicija na Dansko poslala vojsko 14.500 Brandenburžanov pod poveljstvom Friderika Viljema, 10.600 Avstrijcev pod poveljstvom Raimonda Montecuccolija in 4.500 Poljakov pod poveljstvom Czarnieckega, da bi se spopadla s Karlom X. Gustavom. Do januarja 1659 so zavezniške sile prodrle do Fredriksoddeja, Koldinga in Alsa. Karel X. Gustav je nato 21. in 22. februarja poskusil z odločnim napadom osvojiti København, vendar je bil napad odbit.

## Švedski umik
Leta 1659 je bojišča zaznamovala švedska obramba njenih trdnjav na južni baltski obali pred napadi zaveznikov. Združena vojska 17.000 Avstrijcev in 13.000 Brandenburžanov pod poveljstvom generala Jeana-Louisa Raduita de Souchesa je vdrla v švedsko Pomorjansko, zavzela in požgala Greifenhagen, otok Wollin in Damm in neuspešno oblegala Szczecin in Greifswald, 9. novembra pa je zavzela Demmin. Protinapade sta izvedla general Müller von der Lühnen, ki je razbil obleganje Greifswalda, ki ga je vodil brandenburški volilni knez, in generalmajor Paul Wirtz, ki mu je iz obleganega Szczecina uspelo zavzeti brandenburško skladišče streliva v Curauu in ga odpeljati v Stralsund. Brandenburžani so se umaknili in nato opustošili podeželje.
V okupiranih in priključenih danskih provincah so gverilci pritiskali na švedske garnizije. Po vstaji so Norvežani konec leta 1658 zavzeli Trondheim. V Scaniji in Zelandiji so "snaphani", člani prodanske gverilske organizacije, pod vodstvom Lorenza Tuxena in Svenda Poulsena iz zasede napadli švedske sile. Švedska garnizija Bornholma je bila prisiljena predati se danskim upornikom, njen poveljnik pa je bil ubit.
V Kraljevi Prusiji je Thorn padel že decembra 1658, Elbing in Marienwerder pa sta vzdržala. Švedska je morala 24. novembra po porazu v bitki pri Nyborgu zapustiti Fyn in Langeland. Januarja 1660 je Švedska izgubila livonsko trdnjavo Mitau.
Medtem so se znotraj protišvedske zveze Habsburžanov in Poljske-Litve pojavili spori, ker so Habsburžani zahtevali vedno več prispevkov, niso pa pokazali vojnih prizadevanj, ki jih je pričakovala Poljska-Litva. Med rusko-poljsko vojno je bila večina poljsko-litovskih sil vezanih v Ukrajini. Anglija, Francija in Nizozemska republika so se s Prvim haaškim sporazumom dogovorile za peticijo, v kateri so Švedsko pozvale k sklenitvi miru z Dansko pod pogoji iz Roskildskega sporazuma. Skozi vse leto 1659 so potekali mirovni pogovori, ki jih je usklajevala Francija.

## Severnoameriško prizorišče
Kolonija Nova Švedska je ležala na ozemlju ob reki Delaware, ki si ga je lastila tudi Nova Nizozemska, a ga ni naselila. Švedski kolonisti so bili prednostni trgovinski partnerji Suskehanov, takrat najmočnejšega indijanskega plemena dolini reke Suskehana, in tekmecev Irokeške konfederacije dlje na severu. Irokezi so bili kasneje zavezniki Nizozemcev. 
Nizozemsko-poljsko zavezništvo v Evropi je pustilo pečat tudi v Novi Nizozemski. V majhni poljski skupnosti v Novem Amsterdamu je bil tudi Daniel Liczko, vojaški častnik, ki je leta 1651 sodeloval v odpravi za postavitev utrdbe na švedskem ozemlju. Generalni guverner Peter Stuyvesant je postojanko Fort Casimir poimenoval po poljskem kralju Ivanu II. Kazimirju. Postojanko je maja 1654 zavzel švedski guverner Johan Risingh in jo preimenoval v Fort Trinity (švedsko Trefaldigheten). Po izbruhu druge severne vojne v Evropi se je Stuyvesant maščeval. Poleti 1655 je večino kolonialne garnizije poslal k reki Delaware, sam pa je na čelu eskadre ladij nameraval napasti  Novo Švedsko. Nizozemci so 11. septembra ponovno zavzeli utrdbo Trinity in deset dni oblegali švedsko prestolnico v utrdbi Fort Christina, preden se je Risingh 15. septembra predal. Predaja je dejansko pomenila konec Nove Švedske, vendar so švedski in finski naseljenci nekaj časa še naprej uživali lokalno avtonomijo s svojo milico, vero, sodiščem in zemljo. Švedska zatem ni imela nobenega ozemlja v Ameriki vse do pridobitve Saint-Barthélemyja od Francije leta 1784. 
15. septembra, ko je bila večina nizozemske garnizije še vedno v Novi Švedski, je 500 Munsejev okupiralo Novi Amsterdam v tako imenovani breskovi vojni. Do prelivanja krvi je prišlo šele takrat, ko so se Munseji pripravljali na odhod in so Nizozemci začeli streljati nanje. V odgovor so Munseji napadli Pavonijo in Staten Island. Stuyvesant je kasneje poročal o 40 smrtnih žrtvah in 100 ujetnikih. Številni nizozemski naseljenci z oddaljenih kmetij so se zatekli v utrdbo Fort Amsterdam.
Vzrok za breskovo vojno je bil predmet razprav. Oborožene proteste in napade je morda sprožil umor ženske iz plemena Munse, ki da je kradla breskve v sadovnjaku nizozemskega kolonista. Mnogi zgodovinarji  domnevajo, da je bila breskova vojna orkestrirana s strani Suskehanokov kot odgovor na nizozemski napad na Novo Švedsko.
Po ponovnih pogajanjih o zemljiških pravicah in zagotovitvi izpustitve talcev so Nizozemci ponovno naselili večino svojega zapuščenega ozemlja in zgradili več dodatnih utrdb. Stuyvesant je odredil, da se morajo "tako kot naši sosedje iz Nove Anglije" tudi kolonisti Nove Nizozemske zdaj "zgostiti ... v obliki mest, vasi in zaselkov, da bi se lahko učinkoviteje branili" v prihodnjih napadih. Omeniti velja, da kolonija Staten Island ni bila ponovno naseljena več let. Pokrovitelj kolonije je bil Cornelis Melyn, nekdanji predsednik Sveta osmih mož in politični tekmec Petra  Stuyvesanta, na začetku leta zaprt brez sojenja. Melyn in njegova družina sta kmalu po izpustitvi prebegnila v angleški New Haven. 

## Mir
Karel X. Gustav je v začetku leta 1660 zbolel in 23. februarja istega leta umrl. Z njegovo smrtjo je bila odpravljena ena glavnih ovir za mir in 23. aprila je bila podpisan Olivski sporazum. Švedska je bila sprejeta kot suveren v Švedski Livoniji, Brandenburg je bil sprejet kot suveren v Vojvodini Prusiji, Ivan II. Kazimir pa je umaknil svoje zahteve po švedskem prestolu, čeprav naj bi naziv švedskega kralja lahko obdržal dosmrtno. Vsa zasedena ozemlja so bila vrnjena njihovim predvojnim suverenom.
Danska po svojih nedavnih uspehih in šibki Švedski ni bila navdušena nad mirom. Nizozemska republika je umaknila blokado, a jo je Danska kmalu prepričala, da jo ponovno podpre. Francija in Anglija sta posredovali na strani Švedske in situacija se je znova znašla na robu večjega spopada, potem pa je danski državnik Hannibal Sehested vendarle dosegel Københavnski sporazum  brez neposrednega vmešavanja tujih sil in Švedska je Danski vrnila  Bornholm in Trøndelag. Sporazum iz leta 1660 je vzpostavil politične meje med Dansko, Švedsko in Norveško, ki trajajo še danes, in zavaroval švedski baltski dominion (latinsko dominium maris baltici). 
Rusija, ki je bila še vedno vpletena v rusko-poljsko vojno (1654–1667), je svoj spor s Švedsko rešila s Kardiškim sporazumom,  ki je Švedski vrnil ozemlje, ki so ga okupirali Rusi.

### Seznam mirovnih sporazumov
- Königsberški sporazum (1656), sklenjen med Švedsko in Brandenburgom–Prusijo, katerega sta nadomestila Bromberški in Olivski
- Bromberški sporazum med Brandenburgom–Prusijo in Poljsko-Litvo
- Roskildski sporazum (1658) med Švedsko in Dansko-Norveško, katerega je nadomestil Kopenhagenski sporazum
- Olivski sporazum (1660) med Švedsko in Brandenburgom-Prusijo, Avstrijo in Poljsko-Litvo
- Københavnski sporazum (1660) med Švedsko in Dansko-Norveško
- Kardiški sporazum (1661) med Švedsko in Rusijo